# Sebastián Cordero
Sebastián Cordero Espinosa (n. Quito, 23 de mayo de 1972) es un director de cine ecuatoriano que ha trabajado también como escritor y editor. Mayormente reconocido por su trabajo en Ratas, ratones, rateros, su debut como director, donde retrata la vida de un delincuente que comete varios crímenes en el bajo mundo, y junto a él otros ladrones de menor peso. Sus películas han sido exhibidas en un sinnúmero de prestigiosos festivales tales como el Festival de Cine de Sundance y el Festival de Cannes entre otros. 

## Biografía
Sebastián Cordero nació en la ciudad de Quito, Ecuador, en el año de 1972.  A los nueve años se muda con su familia a Francia, donde vive seis años. Se interesó por primera vez en el cine al ver Raiders of the Lost Ark cuando tenía 9 años. En 1990, a los 18 años empezó sus estudios de cine y guion en la Universidad del Sur de California. En 1995, inmediatamente después de su graduación regresa al Ecuador con la idea de hacer cine en un país que prácticamente carece de esta industria, ya que es mínima la producción de películas al año.

### Trayectoria

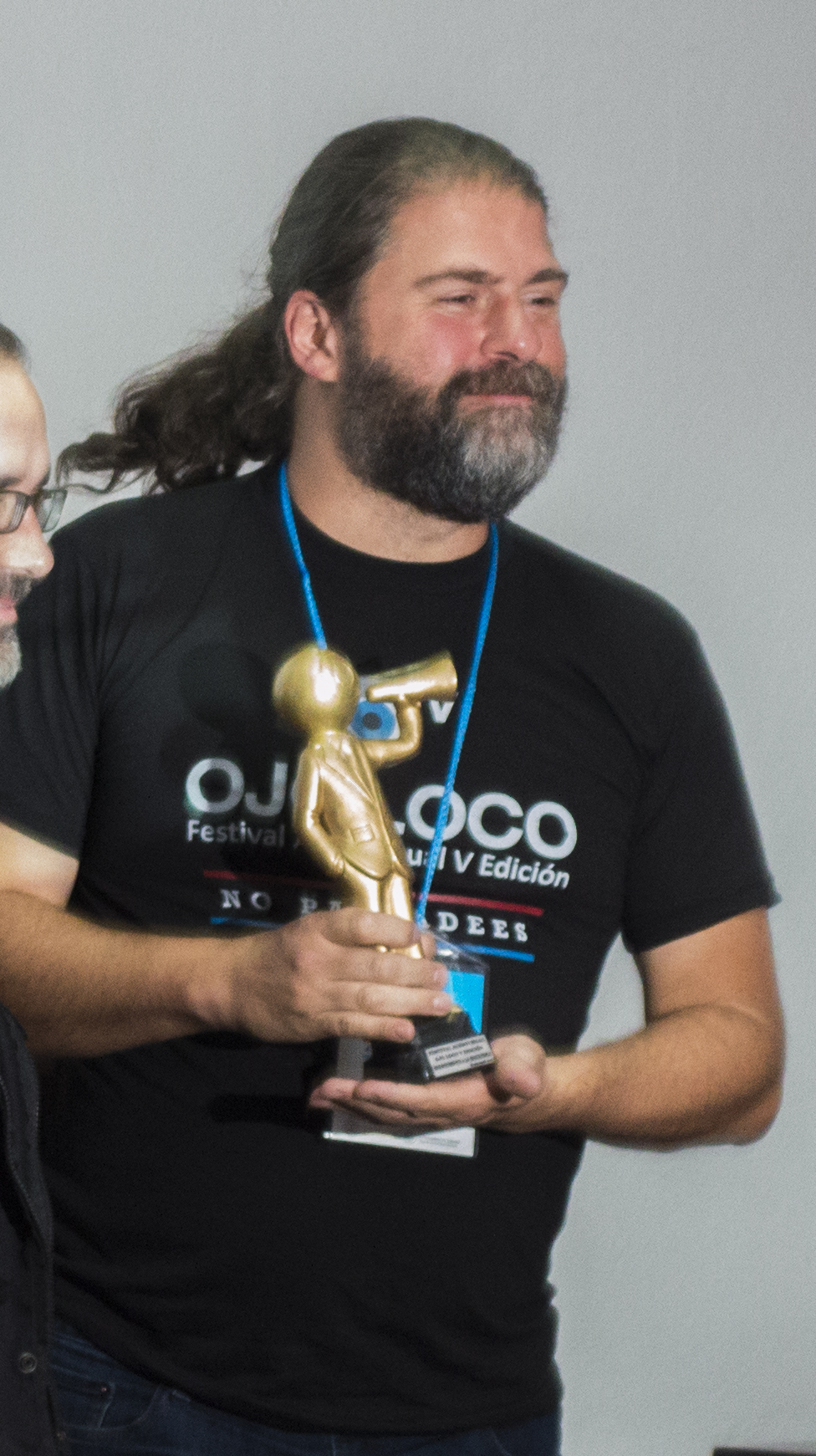
Sebastián Cordero en el Festival de Cortometrajes Ojo Loco de la Universidad Casa Grande, recibiendo un reconocimiento a su trayectoria, el 15 de noviembre de 2014.

Produce cortometrajes y vídeos musicales de grupos locales desempeñándose como director, fotógrafo y editor. Durante ese tiempo escribe el guion de Ratas, ratones, rateros, su ópera prima, la cual realiza en 1998.
Ratas, ratones, rateros lo llevó al Festival Internacional de Cine de Venecia, apareciendo después en festivales como el de Toronto, San Sebastián y el de Cine Independiente de Buenos Aires, siendo reconocido con premios y honores en festivales como el Festival de Cine Iberoamericano de Huelva y el Festival Internacional del Nuevo Cine Latinoamericano de La Habana.
Su segundo largometraje, Crónicas, fue reconocido con el Sundance/NHK International Filmmakers Award, y en el año 2004 apareció por primera vez en el Festival de Cannes dentro de la sección Un Certain Regard, y fue nominado al Gran Premio del Jurado en el Festival de Cine de Sundance. 
Dirigió su tercer largometraje, Rabia en España en 2009: se trata de una adaptación de la novela homónima del escritor argentino Sergio Bizzio.
En el año 2010 vuelve al Ecuador para filmar la película Pescador, basada en la crónica Confidencias de un pescador de coca, de Juan Fernando Andrade, con quien escribió el guion. Su estreno mundial tuvo lugar en septiembre del 2011 dentro del marco del Festival de cine de San Sebastián, en España, donde Cordero ya ha presentado anteriormente la mayoría de sus filmes.
Desde finales del 2012 y a lo largo del 2013 Cordero dirigió su última súper producción, Europa Report (2013) con un Sharlto Copley extremadamente aclamado por su papel en la muy controvertida District 9 que narra la problemática de invasores en tierras extranjeras, su lucha por reacomodarlos con un distintivo toque Sci-Fi. 
La fecha de lanzamiento de la película en iTunes y video on demand fue el 27 de junio de 2013. En iTunes está disponible solo en la iTunes Store de EE. UU. y para pantallas que tengan incorporado High-bandwidth Digital Content Protection (HDCP).
Su última producción fue Sin muertos no hay carnaval, estrenada el 2 de septiembre de 2016. Es una historia de ambición, traición y todo lo que implica la búsqueda de poder dentro de una sociedad guayaquileña que lucha por mantenerse despierta, mezclada con una familia convencional de clase alta donde sus errores les pueden costar lo más preciado. Todo dentro de la cotidianidad de una ciudad caótica, agresiva y tropical como lo es Guayaquil. Obtiene por esta película la nominación a los Premios Platino como Mejor Dirección de Montaje.
En el 2018 Cordero adapta el guion de Rabía para llevarla al teatro. El resultado es una obra de formato interactivo en la cual el espectador se convierte en un observador inmerso en el mundo de los personajes.

## Películas
- Ratas, ratones, rateros. Protagonizada por Carlos Valencia, apareció por primera vez en el festival de cine de Venecia 1999
- Crónicas. Protagonizada por John Leguizamo, apareció por primera vez en 2004.
- Rabia. Producida por Guillermo del Toro (2009)
- Pescador. Protagonizada por Andrés Crespo (2012)
- Europa Report (2013). Protagonizada por Sharlto Copley (District 9)
- Sin muertos no hay carnaval (2016). Protagonizada por Andrés Crespo
- Al Otro Lado de la Niebla (2023).

## Premios y distinciones
Festival Internacional de Cine de San Sebastián
| Año  | Categoría                 | Película   | Resultado |
| ---- | ------------------------- | ---------- | --------- |
| 2004 | Premio Horizontes Latinos | Mala leche | Ganador   |